# Kruševo Brdo II (Kotor Varoš)
Pour les articles homonymes, voir Kruševo Brdo II.
Kruševo Brdo II (en serbe cyrillique : Крушево Брдо II) est un village de Bosnie-Herzégovine. Il est situé dans la municipalité de Kotor Varoš et dans la république serbe de Bosnie. Selon les premiers résultats du recensement bosnien de 2013, il compte 80 habitants.
Avant 1991, le village faisait partie de la localité de Kruševo Brdo ; depuis 1991, il est recensé comme une entité administrative à part entière. Avant la guerre de Bosnie-Herzégovine, le village faisait entièrement partie de la municipalité de Kotor Varoš ; après la guerre, son territoire a été partiellement rattaché à la municipalité de Travnik, intégrée à la fédération de Bosnie-et-Herzégovine.

## Démographie

### Répartition de la population par nationalités (1991)
En 1991, le village comptait 399 habitants, répartis de la manière suivante :

### Communauté locale
En 1991, Kruševo Brdo II faisait partie de la communauté locale de Kruševo Brdo qui comptait 1 188 habitants, répartis de la manière suivante :